# Manolepis putnami
Manolepis putnami är en ormart som beskrevs av Jan 1863. Manolepis putnami är ensam i släktet Manolepis som ingår i familjen snokar. Arten tillhör underfamiljen Dipsadinae som ibland listas som familj.
Arten är med en längd mindre än 75 cm en liten orm. Den förekommer i västra och södra Mexiko i delstaterna Chiapas, Oaxaca och Nayarit. Fortplantningssättet är okänt. Individerna lever i låglandet och i kulliga områden upp till 700 meter över havet. Habitatet varierar mellan torra tropiska skogar, delvis lövfällande skogar, ekskogar nära havet, mangrove och kulturlandskap.
Skogsavverkningar är i delar av utbredningsområdet ett hot mot beståndet. Allmänt är Manolepis putnami vanligt förekommande. IUCN kategoriserar arten globalt som livskraftig.
Inga underarter finns listade i Catalogue of Life.